# Liceo ginnasio statale Empedocle

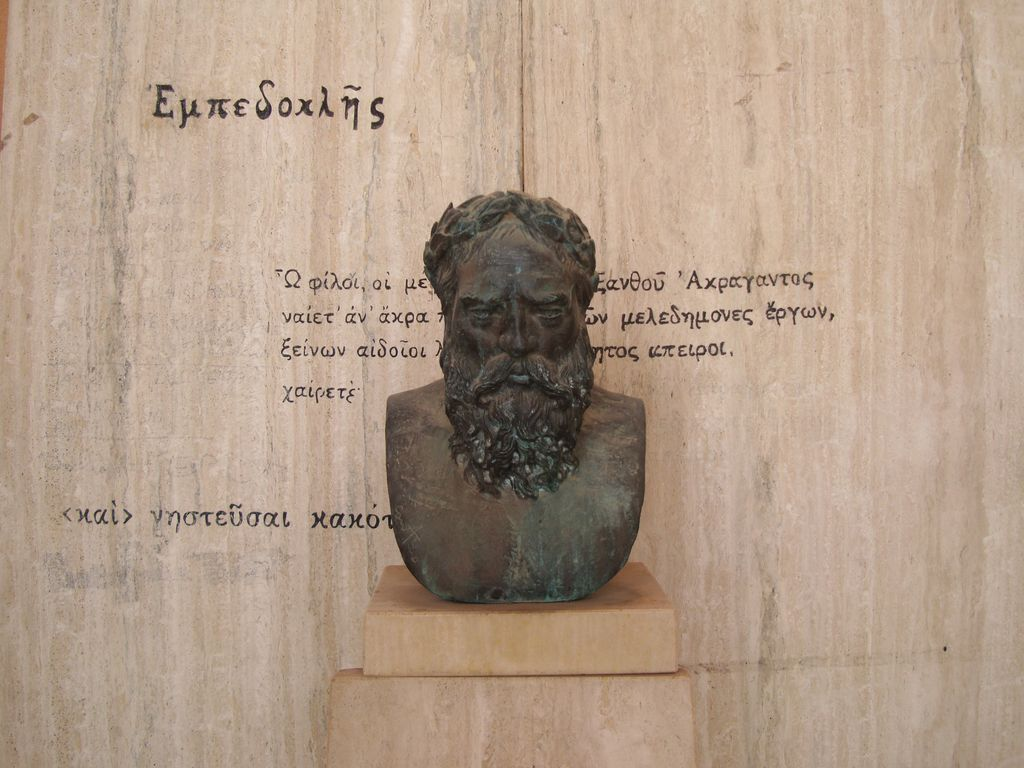
Il busto del filosofo Empedocle di Agrigento nell'atrio del Liceo a lui dedicato

Il Liceo ginnasio statale Empedocle è una scuola superiore statale di Agrigento.

## Storia
La storia del Liceo classico Empedocle di Agrigento inizia nel 1860, quando il Prodittatore di Garibaldi in Sicilia, Antonio Mordini, con decreto del 17.10.1860, n. 263, recepì la legge Casati sulla Pubblica Istruzione.
Il Consiglio Comunale di Girgenti con delibera comunale del 14 novembre 1861, all'unanimità si dichiarò pronto alle spese necessarie per la fondazione del Ginnasio e del Liceo.
Il Ginnasio iniziò la propria attività didattica il 10 gennaio 1862, in un'ala del palazzo vescovile, sotto la direzione del canonico prof. Gaetano Gallo. Nell'anno successivo fu fondato, sotto la presidenza dello stesso Gallo, anche il Regio Liceo che, con R. D. 4 marzo 1865, n.2229, fu intitolato al grande fisico palermitano Domenico Scinà. Ginnasio e liceo furono trasferiti, intorno al 1865, nell'ala occidentale dell'ex convento di San Francesco d'Assisi, che ospitava anche la scuola normale e la scuola tecnica.
Con R. D. 2 maggio 1901, il Regio Liceo-Ginnasio "D. Scinà", secondo quanto era stato proposto all'unanimità dal corpo insegnante e dal consiglio comunale assunse il nome del filosofo agrigentino Empedocle.
Il 10 luglio 1943 la sede che ospitava la scuola venne distrutta dai bombardamenti alleati e perciò trasferita, nel novembre dello stesso anno, in via Atenea, nei locali dell'ex Casa del Fascio, che oggi ospita le Suore Paoline. Agli inizi degli anni cinquanta, grazie alla legge INA-CASA iniziarono i lavori di costruzione del nuovo edificio. Ultimata l'edificazione nell'anno scolastico 1957/58 il Liceo venne trasferito nella sua sede definitiva. A causa del sempre più elevato numero di iscritti, nell'anno scolastico 1968/69 il Ginnasio venne trasferito nei locali di via Gioeni. Dopo circa trent'anni di permanenza in quella sede, le sezioni ginnasiali iniziarono a subire frequenti spostamenti dall'I.T.G. F. Brunelleschi, al Consorzio Universitario, all'I.T.C. L. Sciascia, fino all'attuale sede della S.M.S. G. Garibaldi.
Inserito in un contesto particolarmente problematico, il Liceo Classico stentò ad affermarsi nei primi anni di vita, basti ricordare che nell'A.S. 1867/68 gli iscritti al Liceo erano 18 contro i 51 frequentanti il Ginnasio.
A questo si aggiungono le drammatiche condizioni ambientali denunciate dal Preside Francesco Cristiani nella Cronaca dell'istituto per l'A.S. 1878/79, il quale, non solo lamenta la malsanità e l'indecenza dei locali che accolgono la sua scuola, ma traccia anche un quadro desolante delle condizioni di tutte le scuole agrigentine sottolineando che il buon andamento di una scuola dipende, in gran parte, da locali appropriati e da una suppellettile idonea. Fra una stanza sudicia, squallida, ottusa, con poche e vecchie panche, ed una sala piacevole a vedere ed abitare, ampia, ariosa, pulita, ben corredata di banchi da sedere e da scrivere […], la differenza per il buon andamento dell'istruzione è enorme: stare ad insegnare o ad imparare volentieri in quella è sforzo di virtù che di rado si può sperare nei docenti e mal si può pretendere, se qualche dote straordinaria dell'insegnante non soccorra, negli allievi.
La scarsa utenza iniziale può essere attribuita al contesto sociale di un territorio prevalentemente a vocazione agricola in cui ha una modesta incidenza un'élite intellettuale costituita dalla nobiltà locale e dai giovani rampolli delle nuove classi emergenti, per i quali un titolo di studio era frequentemente un mezzo per assicurarsi un'occupazione più o meno lucrosa.
Un'altra motivazione è rintracciabile nella preponderante presenza di professori forestieri, mal disposti verso l'ambiente locale e troppo lontani dalla forma mentis e dai costumi dei loro allievi per potere instaurare un autentico incontro umano ed un proficuo dialogo educativo. Da qui una conflittualità sempre latente, che sfociava, talvolta, in clamorosi episodi di aperta ostilità o di ribellione singola o collettiva, incoraggiata, in alcuni casi, dalle stesse famiglie o dall'opinione pubblica.
In tali termini si può forse spiegare la notizia del trasferimento da Girgenti a Trapani del Preside del Liceo, il trevigiano abate don Pietro Donna.
A questo si accompagnava la difficoltà comune a molti giovani di vivere fuori dall'ambiente familiare per frequentare delle scuole che erano di non agevole accesso per la pessima condizione della viabilità e per i rari e spesso impraticabili mezzi di collegamento pubblici.
Superate le difficoltà del primo avvio, anche il Liceo-ginnasio agrigentino vide un graduale aumento della sua popolazione scolastica, che non riuscì, tuttavia, a superare le 200 unità se non agli inizi del ‘900.
A partire dal secondo dopoguerra si assistette ad un graduale incremento delle iscrizioni tanto da aprire una sede staccata destinata al Ginnasio. L'affermazione del Liceo Classico si consolida soprattutto negli anni '60 e '70 e va ascritta al clima di riscatto sociale e culturale di quegli anni, quando si intravedeva nell'istruzione uno strumento di promozione e di mobilità sociale.
Oggi il Liceo conta quasi mille alunni divisi in sei corsi completi e altre classi in corsi non completi, arrivando al corso H. Ha 62 docenti, 23 membri del Personale ATA.

## Biblioteca e archivio
La biblioteca del Liceo venne costituita all'atto di apertura della scuola, come testimoniano alcuni preziosi volumi risalenti alla seconda metà dell'Ottocento. La biblioteca, accessibile agli studenti e a visitatori esterni oggi possiede più di tredicimila volumi e presenta una ricca sezione di storia, di letteratura, di filosofia, arte, scienze, nonché le prestigiose collezioni Belles Lettres. Alla collezione appartengono anche molte annate di riviste della prima metà del XX secolo. Negli ultimi trent'anni si è arricchita di riviste di filologia. Molto del materiale documentario dell'istituto è raccolto, catalogato e reso accessibile presso l'archivio storico, nel quale sono conservati tutti i registri generali dall'anno della fondazione, alcuni dei quali salvati dai docenti subito dopo il bombardamento del 1943.

## Museo di Storia Naturale
Dedicato all'illustre fisiologo agrigentino Michele Foderà, il Museo di Storia naturale che raccoglie pregiati minerali, un erbario, numerosi pesci essiccati, animali in soluzione e una ricca collezione di animali e uccelli tassidermizzati, viene accorpato, nel 1868, all'allora Regio Liceo Classico “Domenico Scinà”.
Collocato all'interno del convento di S. Francesco, sede del Regio Liceo, comprendeva due grandi sale attrezzate con espositori in legno massiccio, vetrine e scaffali in cui erano custoditi i pezzi di una preziosa collezione che, nel 1925, annoverava un rarissimo esemplare di Kiwi proveniente dalla Nuova Guinea.
Si accedeva al museo percorrendo il lungo corridoio con pareti a volta detto “della Gloria”, passando per una grande porta su cui stava scritto “Ad virtutem litterae, virtus ad gloriam accedit”. All'entrata si ergeva imponente il mezzobusto in legno del filosofo Empedocle.
Il Museo annoverava nel 1927 una discreta raccolta di reperti ed una buona biblioteca, come risulta dall'inventario dell'allora direttore prof. Tuttolomondo.
Tra il 1927 e il 1932 vengono acquistati diversi animali impagliati: leone femmina, canguro, foca, iena, colibrì, uccello lira, cigno nero.
Nell'anno scolastico 1932/33 la raccolta si arricchisce di uno scheletro umano acquistato presso l'Istituto di Anatomia Normale della Regia Università di Catania. Di questa richiesta esiste, nell'archivio storico della scuola, copia della documentazione.
Nel 1930 inizia l'iter per il riconoscimento del Museo come Ente morale. Con la stesura dello Statuto il museo viene intitolato a Francesco Terrachini, docente di Scienze Naturali del Liceo dal 1868 al 1883 che ha dato grande lustro all'istituzione museale.
Il 21 giugno del 1934, con decreto n.1417, il Museo di Storia Naturale “F. Terrachini” viene eretto ad Ente morale dal Re d'Italia Vittorio Emanuele III.
In questi anni si acquistano diversi reperti grazie ad una serie di finanziamenti ricevuti. Nel 1934 il suo patrimonio è stimato in 212.509 lire.
Il Museo è un piccolo gioiello dall'enorme valore scientifico che, però, subirà delle perdite immani quando, il 12 luglio 1943 sotto i bombardamenti alleati, i suoi reperti finiranno sotto le macerie.
Gli espositori in legno e le vetrine sopravvissute alla guerra evidenziano urgente necessità di interventi di disinfestazione e ricostruzione; gli animali imbalsamati versano in uno stato di grave trascuratezza: chi ha perso gli occhi, chi una coda, chi il pelo, chi la testa.
Ciò che resta viene trasferito nelle varie sedi che, nel frattempo, il Liceo occupa. Alla fine della guerra, sul costone che dal Piano San Francesco scende alla via della Torri, si costruisce la nuova sede del Liceo Classico “Empedocle”, ma per il Museo di Storia naturale non sono previsti spazi adeguati e i reperti, scampati ai bombardamenti, ai saccheggi e al tempo, vengono divisi tra i vari laboratori o trovano provvisoria sistemazione lungo i corridoi. Tutto viene dimenticato per anni, lasciando al degrado i reperti e le residue vetrine originali.
Negli anni ottanta, per interessamento prima del Preside Giovanni Vivacqua e successivamente del Preside Ferdinando Cuffaro, si decide di dare al museo nuovo assetto nei locali della casa del custode. Qui vengono raccolti tutti i reperti e gli animali restaurati dall'ornitologo e tassidermista agrigentino Francesco Augello e dal suo omonimo nipote, Dott. Francesco Augello, quest'ultimo, oggi, docente e psicopedagogista.
Oggi il museo di storia naturale del Liceo Classico “Empedocle” è nuovamente fruibile e le sue collezioni, seppur ridimensionate, rivestono un'enorme importanza scientifica e storica. I reperti interessano varie branche delle scienze naturali: la paleontologia, la zoologia, l'entomologia, la botanica, la geologia, la biologia, la chimica e la fisica. Tra i minerali presenti vanno segnalati splendidi cristalli di gesso e zolfo formatisi circa sei milioni di anni fa, nel periodo messiniano (Miocene) quando il Mar Mediterraneo si prosciugò e sul fondo precipitarono minerali come il gesso, lo zolfo e il salgemma. Le rocce sono raccolte in circa 200 scatoline originali della fine dell'800 e testimoniano quella che è stata la formazione della Terra.
Tra i reperti fossili è da ricordare una difesa di Elephas mnaidriensis, un elefante nano vissuto in Sicilia circa 200.000 anni fa insieme ad una fauna molto particolare che vedeva anche la presenza di leoni, iene e bisonti. La parte dedicata alla zoologia comprende 27 animali tassidermizzati, 24 pesci essiccati, 62 animali in soluzione, 18 uccelli tassidermizzati, 7 scheletri (pesci, rane e tartarughe). Un rarissimo esemplare di Tapiro dalla gualdrappa o Tapiro della Malesia e un Ornitorinco endemico dell'Australia orientale spiccano tra gli animali imbalsamati. I pesci essiccati costituiscono un importantissimo patrimonio storico-scientifico. Essi sono stati realizzati nei primi del ‘900 grazie ad un metodo in uso in quel periodo a Palermo ed oggi non più noto, ragion per cui gli esemplari presenti all'interno del museo rappresentano dei pezzi unici al mondo.
Nel 2007 il museo si trasferisce nei locali precedentemente adibiti a laboratorio di chimica. Nello stesso anno viene “perduto” l'erbario, donato alla Provincia Regionale di Agrigento e ospitato presso l'assessorato alla Pubblica Istruzione, nei locali dell'Orto Botanico siti in via Demetra.
L'erbario, composto da 12 cassette, con circa 100 fogli ognuna per un totale di circa 1200 piante, rappresenta un patrimonio scientifico inestimabile, in quanto comprende rari esempi di piante caratteristiche di zone molto ristrette, come le isole che circondano la Sicilia. La sua importanza storica è notevole, poiché la maggior parte dei reperti è stata raccolta alla fine dell'800.
Consapevole dell'importanza del Museo e di come esso possa risultare una risorsa importante per il Liceo, nel 2009 il Dirigente Scolastico prof. Carmelo Vetro, decide di valorizzarne il patrimonio. Inizia così un lavoro di progettazione che coinvolgerà, oltre al Direttore del Museo prof. Calogero Mallia, anche personale esterno alla scuola fornito di specifiche competenze al fine di avere un risultato di apprezzabile livello.
Il 3 dicembre si arriva alla cerimonia di inaugurazione del Museo di Scienze Naturali, collocato nei rinnovati locali del custode siti al piano terra dell'istituto. Nell'anno scolastico 2010/2011, grazie anche all'impulso del nuovo Dirigente Scolastico dott.ssa Anna Maria Sermenghi, è stata approntata una nuova sezione in cui sono state sistemate attrezzature e macchine di fisica, di biologia e di astronomia. Sempre in questa sezione sono state raccolte una serie di pellicole dell'Istituto Luce con filmati di carattere scientifico e artistico, con relativo proiettore, e delle diapositive su vetro riguardanti le principali opere d'arte del nostro Paese. Il 17 novembre 2011, in occasione dei 150 della nascita del Liceo Classico “Empedocle”, il Presidente della Provincia Regionale di Agrigento, dott. Eugenio D'Orsi, ha restituito l'erbario alla scuola. Alcuni dei fogli meglio conservati sono stati sistemati in un apposito espositore nella sala botanica del Museo e il pubblico, nonostante il materiale abbia subito le “offese” del tempo, può ora prendere visione dei bellissimi reperti botanici.